# Project Syndicate
Project Syndicate is een internationale media-organisatie die commentaar en analyses publiceert en syndiceert over een verscheidenheid aan wereldwijde onderwerpen, van economisch beleid en strategieën voor groei wereldwijd tot mensenrechten, islam en milieu. Het biedt ook maandelijkse series gewijd aan Afrika, Europa, Azië en Latijns-Amerika, evenals aan China en Rusland.. Alle opiniestukken worden gepubliceerd op de website van Project Syndicate, maar worden ook gedistribueerd naar een netwerk van partnerpublicaties. 
In 2022 beschikte het over een netwerk van bijna 500 mediakanalen in meer dan 150 landen.
Project Syndicate, dat goed aangeschreven staat bij Amerikaanse journalisten, is qua bijdragen voor ongeveer 60% afhankelijk is van Westerse redacties. De columns en analyses worden vanuit het Engels vertaald in 13 talen, waaronder Arabisch, Chinees, Tsjechisch, Nederlands, Frans, Duits, Hindi, Indonesisch, Italiaans, Kazachs, Noors, Pools, Portugees, Russisch en Spaans. Het project is een non-profit, met als doel de bevordering van mediavrijheid en grotere toegankelijkheid tot een verscheidenheid van mondiale opinies. Meer dan de helft van de partners ontvangen hun content tegen een gereduceerd tarief of gratis, waardoor relevante content lezers kan bereiken in gebieden waar mediavrijheid en financiering beperkt zijn.
Project Syndicate ontvangt contributies van aangesloten redacties, en heeft daarnaast subsidies ontvangen van de Open Society Foundations van George Soros, de Deense Politiken Foundation, Die Zeit en de ZEIT-Stiftung, en de Bill & Melinda Gates Foundation. In de adviesraad van de stichting zetelen onder meer voormalig premier Gordon Brown en voormalig eurocommissaris Connie Hedegaard.